# Фицджеральд, Десмонд
Десмонд Фицджеральд (англ. Desmond FitzGerald; 13 февраля 1888, Лондон, Великобритания ― 9 апреля 1947, Дублин, Ирландия) ― ирландский революционер, поэт и публицист, государственный деятель. Член партии Фине Гэл, занимал посты министра иностранных дел (1922—1927) и министра обороны (1927—1932) Ирландского Свободного государства.

## Биография

### Детство и юность
Toмас Джозеф Фицджеральд родился в семье Патрика Фицджеральда (1831―1908), рыбака из Типперэри, и Мэри Энн Сколлард (1847―1927) из города Каслайленде, графство Керри. В подростковом возрасте сменил своё имя Toмас Джозеф на более романтичное «Десмонд» и впервые посетил Ирландию в 1910 году. Учился в Колледже Святого Бонавентуры.
В Лондоне он стал членом группы поэтов и писателей под названием «Эйфелева башня», в которую входили Эзра Паунд, Томас Хьюм, Франк Флинт и ещё один ирландский писатель, Джозеф Кэмпбелл. Группа была названа в честь ресторана, в котором прошло их первое собрание.

### Брак и семья
В 1911 году католик Фицджеральд сочетался браком с Мейбл Вашингтон Макконнелл (1884―1958), дочерью Джона Макконнелла, продавца виски из Белфаста. Получив образование в Королевском университете Белфаста, Мейбл разделяла его интерес к ирландскому языку; она познакомилась с ним в Лондоне на языковом семинаре. До переезда в Керри в марте 1913 года они жили во Франции. В этот период он стал участвовать в деятельности группы поэтов-имажинистов. У них родилось четверо детей: Десмонд (1912―1987), Пирс (1914―1986), Фергюс (1920―1983) и Гаррет (1926―2011).

### Ирландский националист
В 1914 году он присоединился к ирландским добровольцам и организовал группу волонтёров в графстве Керри. Вербовка проходила под огромным давлением официальных властей: многие ирландские националисты были высланы в июле 1915 года на основании «Акта об обороне Королевства» 1914 года. Фицджеральд занял место Эрнест Блайт. В 1915 году он был заключен в тюрьму за выступления против призыва в армию во время Первой мировой войны. Позже он был выслан из Керри и переехал в графство Уиклоу. Нелюдимый характер Фицджеральда, а также англо-нормандское происхождение его семьи сделали Десмонда непопулярной фигурой в движении.
Во время Пасхального восстания участвовал во взятии здания Главного почтамта. В то время как во многих источниках утверждается, что восстание было своего рода кровавой жертвой свободе; при этом он лично говорил о его целесообразности с лидерами повстанцев, Патриком Пирсом и Джозефом Планкеттом, которые побывали в Германии в 1915 году и вели переговоры о предоставлении помощи повстанцам. Они ожидали, что Германия одержит победу в войне и восстание, растянувшееся минимум на три дня, позволит ирландцам занять место на мирной конференции. Хотя националисты и провозгласили Ирландию республикой в 1916 году, они впоследствии рассчитывали пригласить на престол младшего сына кайзера Иоахима Прусского.
Фицджеральд был выпущен из тюрьмы в 1918 году и вскоре был избран членом парламента от Шинн Фейн. После собрания депутатов первого созыва в 1919 году он был назначен директором публичных дел и принял участие в печати газеты Nationality. С 1921 по 1922 гг. - министр общественных дел Ирландской Республики.
Во время войны за независимость участвовал в выпуске бюллетеня Weekly Summary of Acts of Aggression by the Enemy.

### Министр
Выступал в поддержку подписания Англо-ирландского договора. 30 августа 1922 года он был назначен министром иностранных дел Временного правительства Южной Ирландии. 6 декабря было провозглашено Ирландское Свободное государство.
В письме от 17 апреля 1923 года он подал заявление от имени Ирландии на вступление в Лигу Наций. Страна была принята в организацию в следующем году. Он также представлял новое государство на Имперских конференциях. В 1927 году был назначен на пост министра обороны Ирландского Свободного государства. После поражения правящей партии на всеобщих выборах 1932 года сохранял свое место в парламенте до 1938 года. В том же году был избран в Сенат, где и оставался до ухода из политики в 1943 году.

### Семья
Один из его сыновей, Гаррет Фитцджеральд, также служил министром иностранных дел в 1970-х годах и премьер-министром в 1980-х годах.